# Ardooie
Ardooie ist eine Gemeinde in der flämischsprachigen Provinz Westflandern in Belgien. Sie besteht aus den beiden Ortsteilen Ardooie und Koolskamp und liegt ca. 4 km nordöstlich der Stadt Roeselare und
In Ardooie befindet sich der Hauptsitz des Tiefkühlkost-Konzerns Ardo.

## Söhne und Töchter der Gemeinde
- Henri Boncquet (1868–1908), Bildhauer
- Cyriel Verschaeve (1874–1949), Priester, flämischer Nationalist und Autor
- Léon Devos (1896–1963), Radrennfahrer
- Günther Lesage (* 1966), Schauspieler
- Mathias Sercu (* 1970), Schauspieler
- Jan Vanhecke (* 1970), Schauspieler
- Veerle Dejaeghere (* 1973), Leichtathletin
- Benjamin Sercu (* 1975), Sprachkünstler
- Laura Lynn (eigentlich Sabrina Tack, * 1976), Sängerin